# Planes (Film)
Planes ist eine US-amerikanische computeranimierte Abenteuerkomödie in 3D, die von den DisneyToon Studios produziert wurde und von Walt Disney Studios Motion Pictures vertrieben wird.
Die Kinopremiere war am 9. August 2013 in den Vereinigten Staaten. Ab dem 29. August desselben Jahres lief der Film in Deutschlands Kinos. Ursprünglich war nur eine Veröffentlichung auf DVD und Blu-ray geplant.
Die Fortsetzung Planes 2 – Immer im Einsatz lief am 14. August 2014 in den deutschen Kinos an.

## Handlung
Das Sprühflugzeug Dusty arbeitet auf einem Kornfeld und übt in der Freizeit Kunstflugmanöver. Darüber hinaus träumt Dusty von einer Karriere als Rennflieger, was jedoch Dustys Vorgesetzter Leadbottom, ein Doppeldeckeragrarflugzeug, und Dottie, ein Gabelstapler, der Mechaniker und Dustys Freundin ist, nicht gutheißen. Dennoch trainiert er, unterstützt von seinem Kumpel Chug, einem Tanklaster, für das „Wings around the Globe“, das berühmteste und prestigeträchtigste Flugzeugrennen der Welt. Die Qualifikation indes gelingt nur knapp, weshalb sich Dusty an das ehemalige Kampfflugzeug Skipper Riley wendet, um von diesem eine gute Ausbildung zu erhalten.
Im Rahmen dieser Ausbildung stellt sich heraus, dass Dusty an Höhenangst leidet. Gleichwohl reist der Protagonist nach Abschluss nach New York, um bei dem Rennen zu starten. Dort freundet er sich mit dem mexikanischen Rennflugzeug El Chupacabra an, das selbst wiederum in die deutsche Rennteilnehmerin Heidi verliebt ist. Dusty, der noch vor dem Start eine unangenehme Begegnung mit dem mehrfachen Sieger Ripslinger hat, verliebt sich in die indische Pan-Asiatische Meisterin Ishani.
Das anschließende Rennen streckt sich über sieben Etappen. Auf dem ersten Abschnitt von New York nach Island belegt Dusty aufgrund seiner Weigerung, in hohe Höhen aufzusteigen, den letzten Platz. Während der zweiten Etappe – mit Deutschland als Ziel – zeigt Dusty indes seine sportlich-faire Seite, als er den Rennteilnehmer Bulldog, dem in die Augen auslaufendes Öl die Sicht nimmt, vor dem Absturz bewahrt. Gleichwohl fliegt Dusty erneut als Letzter ein.
Die dritte bis fünfte Etappe führen die Renngemeinschaft erst in die indische Stadt Agra, von dort aus nach Nepal und schließlich weiter nach Shanghai. Für die Passage in Indien gibt der pan-asiatische Champion Ishani Dusty den Tipp, um das Taj Mahal zu fliegen (im Film „Garage Mahal“ genannt). Für die weitere Route durch den Himalaya lautet die Empfehlung, dem „Stahlkompass“ alias den Eisenbahnstrecken zu folgen, um tiefzufliegen statt in die Höhen des Himalaya aufzusteigen. In der Folge entpuppt sich dieser Ratschlag aber als absichtliche Fehlinformation, da Dusty auf Tunnel stößt, die ihn beinahe aufhalten. Er kann diese Hürden jedoch meistern, erobert den ersten Platz in der Gesamtführung und behält ihn auch bis Shanghai. Dort unterstützt Dusty seinen neuen mexikanischen Freund El Chupacabra dabei, mit einem romantischen Lied Heidi für sich zu gewinnen.
Für die sechste Etappe, die über den Pazifik führt, sabotieren Ned und Zed, die Handlanger Ripslingers, Dustys Navigationsantenne. Aufgrund dieser Manipulation verliert er die Orientierung und stößt, bereits knapp an Treibstoff, auf den Flugzeugträger USS Flysenhower, auf dem er notlanden und seinen Tank wieder auffüllen kann. Dort findet er außerdem Informationen über die Kriegskarriere seines kurzzeitigen Lehrmeisters Skipper Riley, dem der Ruf als Veteran vieler Einsätze anhaftet – der aber tatsächlich nur auf eine Mission zurückblicken kann. Angesichts eines nahenden Unwetters kann Dusty jedoch nicht länger auf dem Flugzeugträger verweilen und muss abheben. In dem Sturm stürzt Dusty dann ins Meer, wird jedoch gerettet und mit schweren Beschädigungen nach Mexiko geflogen. Dort erzählt Skipper ihm die wahre Geschichte, warum es nur bei einer Mission geblieben ist: Skipper Riley habe Auszubildende bei einem Erkundungsflug angeführt und dabei die japanische Marine zu einem Angriff provoziert. Er kehrte als einziges Flugzeug lebend zurück und habe daher massive Schuldgefühle. Angesichts der scheinbar ausweglosen Situation aufgrund des Absturzes erwägt Dusty, das Rennen vorzeitig abzubrechen. Seine Freunde, darunter der von ihm zuvor gerettete Bulldog und weitere Rennkonkurrenten, ermutigen ihn jedoch, weiterzumachen, und spenden auch Ersatzteile.
Die siebte und letzte Etappe führt zum Ausgangspunkt New York zurück. Der Versuch Ripslingers, gemeinsam mit seinen Handlangern Ned und Zed Dusty sprichwörtlich aus dem Rennen zu schießen, endet erfolglos, da sich Skipper Riley, der seine Schuldgefühle überwunden und vom Boden wieder in die Luft gefunden hat, einmischt. Um in einem dramatischen Finale zum in Führung liegenden Risplinger noch aufzuholen, sieht sich Dusty gezwungen, seine Höhenangst zu überwinden und in den Jetstream, Starkwindbänder im Bereich der oberen Troposphäre, aufzusteigen. Kurz vor dem Ziel reduziert Ripslinger seine Geschwindigkeit, um für die Kameras ein gutes Motiv abzugeben. Dies gibt indes Dusty die Möglichkeit, an ihm vorbei- und als Sieger einzuziehen.

## Die Figuren
- Dusty, ein Sprühflugzeug, angelehnt an den Air Tractor AT-502 mit einem Pratt-&-Whitney-PT6-Triebwerk.
- Skipper Riley, eine Chance Vought F4U „Corsair“ und Dustys Lehrmeister.
- Ishani, ein pan-asiatischer Champion aus Indien, schön und gefährlich. Ihr Design wurde an die AeroCanard FG angelehnt.
- Chug, ein Tanklaster, ist Dustys Kumpel und hilft diesem, wo er kann.
- Dottie, ein Gabelstapler, ist Dustys Freundin und Mechanikerin.
- Leadbottom, Dustys Chef, ein Doppeldeckeragrarflugzeug, inspiriert von der Avro 504 und der Boeing-Stearman.
- Heidi, ein Rennflugzeug und der Schwarm von El Chupacabra. Die Form entspricht am ehesten einer Cessna 401 mit dem V-Leitwerk einer Beechcraft Bonanza.
- Ripslinger, Dustys Gegner, eine Einzelanfertigung aus Kohlenstofffaser und Fiberglas. Laut Disney ein Eigenentwurf, erinnert sie aber stark an eine Curtiss-Wright XP-60B oder an die Supermarine Spitfire F22.
- Ned und Zed, Ripslingers Kumpane. Ihr Design entspricht am ehesten dem einer Zivko Edge 540.
- Bulldog, eine De Havilland DH.88 Comet und der älteste im Rennzirkus.
- El Chupacabra, eine Granville Gee Bee R-1, kommt aus Mexiko und ist ein echter Angeber und Macho.
- Bravo und Echo, zwei Boeing F/A-18E „Super Hornet“, gehören zur Staffel der „Luftpiraten“ und sind Dusty wohlgesinnt.
- Colin Cowling, ein Prallluftschiff (englisch Blimp) und der Sportkommentator beim „North American Wings Around the Globe“-Wettrennen.
- Roper, ein Gabelstapler und der Schiedsrichter beim „North American Wings Around the Globe“-Wettrennen.
- Franz alias Fliegenhosen, ein deutsches „fliegendes Auto“ vom Typ Aerocar.
- Brent Mustangburger, ein 1964 Ford Mustang Coupe.
- Harland the Pitty.
- Hector Vector, inspiriert vom Sikorsky UH-60L „Black Hawk“.

## Synchronisation
| Rolle                           | Englischer Sprecher | Deutscher Sprecher |
| Dusty                           | Dane Cook           | Martin Halm        |
| Skipper Riley                   | Stacy Keach         | Alexander Duda     |
| Dottie                          | Teri Hatcher        | Constanze Lindner  |
| Bulldog                         | John Cleese         | Donald Arthur      |
| Ishani                          | Priyanka Chopra     | Kalpna Joshi       |
| Heidi (Im US-Original Rochelle) | Julia Louis-Dreyfus | Marie Bäumer       |
| Franz Fliegenhosen              | Oliver Kalkofe      | Oliver Kalkofe     |
| Echo                            | Anthony Edwards     | Matthias Dolderer  |
| Brent Mustangburger             | Brent Musburger     | Kai Ebel           |
| Bravo                           | Val Kilmer          | Christian Weygand  |
| Ripslinger                      | Roger Craig Smith   | Matthias Klie      |
| El Chupacabra                   | Carlos Alazraqui    | Torben Liebrecht   |

## Produktion
Der Film spielt in der Welt von Disney/Pixars Cars. Executive Producer war John Lasseter, der bereits für Cars und Cars 2 zuständig war.
Am 20. August 2011 wurde auf der D23 Expo angekündigt, dass Jon Cryer im englischen Original seine Stimme dem Protagonisten Dusty leihen werde. Cryer schied später aus der Produktion aus und wurde durch Dane Cook ersetzt. Eine abgeänderte Version des Trailers wurde am 27. Februar 2013 herausgegeben.
Die Flagge Deutschlands ist im Film fehlerhaft dargestellt. So findet sich keine schwarz-rot-goldene, sondern eine gold-rot-schwarze Farbkombination vor.

## Rezeption
Auf Kino.de wurde der Film bereits in der Einleitung des Artikels als „charmantes Animationsabenteuer“ bezeichnet.

„Mit Planes bringt Disney eine fliegende Sicherheitskopie von Pixars “Cars” in die Kinos, ohne eigene Ideen einzubringen. “Planes” macht mit der formelhaften Struktur des Films und den klischierten Charakteren auch keinen Hehl daraus, welches Zielpublikum man gerne ins Kino locken möchte. Für die jüngsten Kinozuschauer ist das Abenteuer entsprechend ein kurzweiliger Spass, für die erwachsenen Begleitpersonen wird der Film aber zur Geduldsprobe.“

Gleichwohl ist die Meinung in der Schweiz gespalten, so gibt es auch tendenziell positive Haltungen. Der Film sei „alles in allem ein gelungener Animationsspass“, der „natürlich in erster Linie die kleinen Fans“ anspreche, doch dürften „auch etwas grössere Disney-Liebhaber“ u. a. der „gelungen inszenierten Verfolgungsjagden“ ihre Freude haben.

„Es sollte eigentlich schon für sich sprechen, wenn man erwähnt, dass ‚Planes‘ eigentlich als reine DVD-Produktion gedacht war. Doch durch den immensen Beliebtheitsgrad des ‚Cars‘-Franchises haben sich die Macher wohl gedacht, dass man durch einen weltweiten Kinostart noch etwas mehr einnehmen kann. Leider ist dadurch nun ein Film auf den großen Leinwänden zu sehen, der in vielerlei Hinsicht unausgereift ist.“

An anderer Stelle wurde der Film als „einfallsloses, vorhersehbares Spin-Off zur ‚Cars‘ Welt“ bezeichnet, das „leichtfertig und unbedacht nationale Stereotypen“ bediene und verstärke und dadurch irritiere, dass Dusty sich im Laufe des Films nicht nachvollziehbar verändere und sich von seiner Sprühfliegerexistenz löse. Zudem präsentiere Planes „genau die Art von lustloser Banalität, die regelmäßig im Heimkinomarkt zu finden ist, wenn erfolgreiche Kinofilme vorschnell und mit wenig Mühe verramscht“ würden.
Der Rezensent der Stuttgarter Nachrichten fand den Film „wenig originell“ und die Passage um die Aufdeckung von Skippers Geheimnis „richtig bizarr“, da die Sequenz mit ihrem „bombastischen Kriegsfilm-Pathos nicht nur in der Handlung seltsam deplatziert“ wirke, sondern auch „völlig ungeeignet für einen Kinderfilm“ sei.
Auch das auf Kinderfilme spezialisierte Onlinemedium kinderfilmwelt.de kam zu einem negativen Werturteil: Die Maschinen würden den Zuschauer „ziemlich kalt lassen“, da es dem Computeranimationsfilm nicht gelinge, den Flugzeugen „wirklich Leben einzuhauchen“. Die Geschichte hetze „ziemlich hektisch von einem Schauplatz zum anderen“, die Orte seien „am Ende mindestens genauso egal wie die Figuren“ und „schon wenige Tage nach dem Kinobesuch“ könne sich niemand mehr an Dusty erinnern.

## Videospiele
Seit dem 6. August 2013 ist das auf dem Film basierende Videospiel Disney's Planes der Disney Interactive Studios für die Konsolen Nintendo Wii U, Nintendo Wii, Nintendo 3DS sowie Nintendo DS verfügbar.